# Shrirampur
Shrirampur ist eine Stadt im indischen Bundesstaat Maharashtra. Die Stadt ging aus dem gegenüberliegenden Dorf Belapur hervor.
Die Stadt ist Teil des Distrikts Ahmednagar. Shrirampur hat den Status eines Municipal Council. Die Stadt ist in 33 Wards gegliedert. Sie hatte am Stichtag der Volkszählung 2011 89.282 Einwohner, von denen 44.842 Männer und 44.440 Frauen waren. Hindus bilden mit einem Anteil von über 67 % die Mehrheit der Bevölkerung in der Stadt. Die Alphabetisierungsrate lag 2011 bei 85,90 % und damit deutlich über dem nationalen Durchschnitt.
Shrirampur ist über die Schiene und die Straße gut mit anderen Landesteilen verbunden. Die Stadt verfügt über eine zentrale Lage im westlichen Maharashtra.